# Regiões da França

As 18 regiões administrativas da França

A França está atualmente dividida em 18 regiões (em francês:  régions), sendo 13 na França Metropolitana e 5 na França ultramarina. As regiões da França Metropolitana estão subdivididas em 101 departamentos (em francês:  départements), em número que varia de 2 a 13 por cada região. Cada departamento é dividido por sua vez em arrondissements. Os arrondissements subdividem-se em Cantões e Comunas. 
O atual estatuto legal de região foi adotado em 1982, e em 2016 foi feita uma reforma administrativa que reduziu de 27 para 18 regiões.

## Regiões metropolitanas a partir de 2016
A partir de 1 de janeiro de 2016, as regiões francesas foram remodeladas com a fusão de algumas regiões.
| Número |  | Região                    | Nome em francês            | Nome em outras línguas locais                                                                    | Capital     |
| ------ |  | ------------------------- | -------------------------- | ------------------------------------------------------------------------------------------------ | ----------- |
| 11     |  | Altos da França           | Hauts-de-France            | em picardo: Heuts-d'Franche em neerlandês: Boven-Frankrijk                                       | Lille       |
| 3      |  | Auvérnia-Ródano-Alpes     | Auvergne-Rhône-Alpes       | em franco-provençal: Ôvèrgne-Rôno-Arpes em occitano: Auvèrnhe-Ròse-Aups                          | Lyon        |
| 4      |  | Borgonha-Franco-Condado   | Bourgogne-Franche-Comté    | em franco-provençal: Borgogne-Franche-Comtât                                                     | Dijon       |
| 5      |  | Bretanha                  | Bretagne                   | em bretão: Breizh em galo: Bertaèyn                                                              | Rennes      |
| 6      |  | Centro-Vale do Líger      | Centre-Val de Loire        |                                                                                                  | Orleães     |
| 7      |  | Córsega                   | Corse                      | em corso: Corsica                                                                                | Ajáccio     |
| 1      |  | Grande Leste              | Grand-Est                  | em alemão: Großer Osten                                                                          | Estrasburgo |
| 8      |  | Ilha de França            | Île-de-France              |                                                                                                  | Paris       |
| 10     |  | Normandia                 | Normandie                  | em normando: Normaundie                                                                          | Ruão        |
| 2      |  | Nova Aquitânia            | Nouvelle-Aquitaine         | em occitano: Nòva Aquitània; em basco: Akitania Berria; em poitevin-saintongeais: Novéle-Aguiéne | Bordéus     |
| 9      |  | Occitânia                 | Occitanie                  | em occitano: Occitània em catalão: Occitània                                                     | Tolosa      |
| 12     |  | País do Líger             | Pays de la Loire           | em bretão: Broioù al Liger                                                                       | Nantes      |
| 13     |  | Provença-Alpes-Costa Azul | Provence-Alpes-Côte d'Azur | em provençal: Provença-Aups-Còsta d'Azur (Prouvènço-Aup-Costo d'Azur)                            | Marselha    |

## Regiões ultramarinas
Cada departamento ultramarino (DOM) é também uma região administrativa:
|  | Região          | Nome em francês | Nome em outras línguas locais                | População (2012) em milhões | PIB (2000) em milhares de milhões de euros |
|  | --------------- | --------------- | -------------------------------------------- | --------------------------- | ------------------------------------------ |
|  | Guadalupe       | Guadeloupe      | Crioulo antilhano: Gwadloup                  | 0,404                       |                                            |
|  | Martinica       | Martinique      | Crioulo antilhano: Matinik                   | 0,386                       |                                            |
|  | Guiana Francesa | Guyane          |                                              | 0,250                       |                                            |
|  | Reunião         | Réunion         | Crioulo de Reunião: La Rényon                | 0,834                       |                                            |
|  | Maiote          | Mayotte         | em comoriano maore: Maore em malgaxe: Mahori | 0,213                       |                                            |

Desde as leis de descentralização de 1982, cada região comporta um Conselho Regional (eleito por 6 anos). Na Córsega, é uma Assembleia Territorial. Quanto ao Presidente (Préfet) de Região, ele coordena a ação do Governo nos diferentes departamentos.

## Regiões francesas anteriores
| Número | Região 22                 | Nome em francês            | População (1999) em milhões | PIB (2000) em milhares de milhões de euros |
| ------ | ------------------------- | -------------------------- | --------------------------- | ------------------------------------------ |
| 1      | Alsácia                   | Alsace                     | 1,7                         | 41,6                                       |
| 2      | Aquitânia                 | Aquitaine                  | 2,9                         | 61,2                                       |
| 3      | Auvérnia                  | Auvergne                   | 1,3                         | 25,7                                       |
| 4      | Baixa Normandia           | Basse-Normandie            | 1,4                         | 27,8                                       |
| 5      | Borgonha                  | Bourgogne                  | 1,6                         | 33,8                                       |
| 6      | Bretanha                  | Bretagne                   | 2,9                         | 56,7                                       |
| 7      | Centro                    | Centre                     | 2,4                         | 50,5                                       |
| 8      | Champanha-Ardenas         | Champagne-Ardenne          | 1,3                         | 29,2                                       |
| 9      | Córsega                   | Corse                      | 0,3                         | 4,86                                       |
| 10     | Franco-Condado            | Franche-Comté              | 1,1                         | 22,7                                       |
| 11     | Alta Normandia            | Haute-Normandie            | 1,8                         | 40,9                                       |
| 12     | Ilha de França            | Île-de-France              | 10,9                        | 395,0                                      |
| 13     | Languedoque-Rossilhão     | Languedoc-Roussillon       | 2,3                         | 41,5                                       |
| 14     | Limusino                  | Limousin                   | 0,7                         | 13,4                                       |
| 15     | Lorena                    | Lorraine                   | 2,3                         | 44,3                                       |
| 16     | Sul-Pirenéus              | Midi-Pyrénées              | 2,5                         | 52,1                                       |
| 17     | Norte-Passo de Calais     | Nord-Pas-de-Calais         | 4,0                         | 75,9                                       |
| 18     | País do Loire             | Pays de la Loire           | 3,2                         | 66,5                                       |
| 19     | Picardia                  | Picardie                   | 1,9                         | 35,5                                       |
| 20     | Poitou-Charentes          | Poitou-Charentes           | 1,6                         | 30,5                                       |
| 21     | Provença-Alpes-Costa Azul | Provence-Alpes-Côte d'Azur | 4,5                         | 95,7                                       |
| 22     | Ródano-Alpes              | Rhône-Alpes                | 6,1                         | 147,3                                      |
| Resto  | Departamentos de ultramar | départements d'outre-mer   | 1,7                         | 20,6                                       |

A Córsega tem o status de "coletividade territorial" (em francês:  collectivité territoriale) diferente das 21 outras regiões.